# Olchanske
Olchanske (ukrainien : Ольшанське, russe : Ольшанское) est une commune urbaine de l'oblast de Mykolaïv, en Ukraine. Elle compte 3 622 habitants en 2021.